# Caen (quận)
Quận Caen là một quận của Pháp, nằm ở tỉnh Calvados, ở vùng Normandie. Quận này có 24 tổng và 288 xã. 

## Các đơn vị hành chính

### Các tổng
Các tổng của quận Caen là: 
1. Bourguébus
2. Bretteville-sur-Laize
3. Cabourg
4. Caen - Tổng thứ nhất
5. Caen - Tổng thứ nhì
6. Caen - Tổng thứ ba
7. Caen - Tổng thứ tư
8. Caen - Tổng thứ bảy
9. Caen - Tổng thứ tám
10. Caen - Tổng thứ chín
11. Caen - Tổng thứ mười
12. Caen-Hérouville (Caen - Tổng thứ sáu)
13. Creully
14. Douvres-la-Délivrande
15. Évrecy
16. Falaise-Nord
17. Falaise-Sud
18. Hérouville-Saint-Clair (Caen - Tổng thứ năm)
19. Morteaux-Couliboeuf
20. Ouistreham
21. Thury-Harcourt
22. Tilly-sur-Seulles
23. Troarn
24. Villers-Bocage

### Các xã
Các xã của quận Caen, và mã INSEE là: 
| 1. Acqueville (14142)                  | 2. Airan (14145)                            | 3. Amayé-sur-Orne (14146)              | 4. Amayé-sur-Seulles (14147)         |
| 5. Amblie (14148)                      | 6. Amfreville (14149)                       | 7. Angoville (14013)                   | 8. Anguerny (14014)                  |
| 9. Anisy (14015)                       | 10. Argences (14020)                        | 11. Aubigny (14025)                    | 12. Audrieu (14026)                  |
| 13. Authie (14030)                     | 14. Avenay (14034)                          | 15. Banneville-la-Campagne (14036)     | 16. Banneville-sur-Ajon (14037)      |
| 17. Barbery (14039)                    | 18. Baron-sur-Odon (14042)                  | 19. Barou-en-Auge (14043)              | 20. Basly (14044)                    |
| 21. Bavent (14046)                     | 22. Beaumais (14053)                        | 23. Bellengreville (14057)             | 24. Bénouville (14060)               |
| 25. Bény-sur-Mer (14062)               | 26. Bernières-d'Ailly (14064)               | 27. Bernières-sur-Mer (14066)          | 28. Biéville-Beuville (14068)        |
| 29. Billy (14074)                      | 30. Blainville-sur-Orne (14076)             | 31. Le Bô (14080)                      | 32. Bonnemaison (14084)              |
| 33. Bonnœil (14087)                    | 34. Bons-Tassilly (14088)                   | 35. Bougy (14089)                      | 36. Boulon (14090)                   |
| 37. Bourguébus (14092)                 | 38. Bréville-les-Monts (14106)              | 39. Bretteville-l'Orgueilleuse (14098) | 40. Bretteville-le-Rabet (14097)     |
| 41. Bretteville-sur-Laize (14141)      | 42. Bretteville-sur-Odon (14101)            | 43. Brouay (14109)                     | 44. Le Bû-sur-Rouvres (14116)        |
| 45. Cabourg (14117)                    | 46. Caen (14118)                            | 47. Cagny (14119)                      | 48. La Caine (14122)                 |
| 49. Cairon (14123)                     | 50. Cambes-en-Plaine (14125)                | 51. Campandré-Valcongrain (14128)      | 52. Canteloup (14134)                |
| 53. Carcagny (14135)                   | 54. Carpiquet (14137)                       | 55. Caumont-sur-Orne (14144)           | 56. Cauvicourt (14145)               |
| 57. Cauville (14146)                   | 58. Cesny-aux-Vignes (14149)                | 59. Cesny-Bois-Halbout (14150)         | 60. Cheux (14157)                    |
| 61. Chicheboville (14158)              | 62. Cintheaux (14160)                       | 63. Clécy (14162)                      | 64. Cléville (14163)                 |
| 65. Clinchamps-sur-Orne (14164)        | 66. Colleville-Montgomery (14166)           | 67. Colombelles (14167)                | 68. Colomby-sur-Thaon (14170)        |
| 69. Combray (14171)                    | 70. Condé-sur-Ifs (14173)                   | 71. Conteville (14176)                 | 72. Cordey (14180)                   |
| 73. Cormelles-le-Royal (14181)         | 74. Cossesseville (14183)                   | 75. Coulombs (14186)                   | 76. Courcy (14190)                   |
| 77. Courseulles-sur-Mer (14191)        | 78. Courvaudon (14195)                      | 79. Cresserons (14197)                 | 80. Creully (14142)                  |
| 81. Cristot (14205)                    | 82. Crocy (14206)                           | 83. Croisilles (14207)                 | 84. Culey-le-Patry (14211)           |
| 85. Cully (14212)                      | 86. Curcy-sur-Orne (14213)                  | 87. Cuverville (14215)                 | 88. Démouville (14221)               |
| 89. Damblainville (14216)              | 90. Le Détroit (14223)                      | 91. Donnay (14226)                     | 92. Douvres-la-Délivrande (14228)    |
| 93. Ducy-Sainte-Marguerite (14232)     | 94. Émiéville (14237)                       | 95. Épaney (14240)                     | 96. Épinay-sur-Odon (14241)          |
| 97. Épron (14242)                      | 98. Eraines (14244)                         | 99. Ernes (14245)                      | 100. Escoville (14246)               |
| 101. Espins (14248)                    | 102. Esquay-Notre-Dame (14249)              | 103. Esson (14251)                     | 104. Estrées-la-Campagne (14252)     |
| 105. Éterville (14254)                 | 106. Évrecy (14257)                         | 107. Falaise (14258)                   | 108. Feuguerolles-Bully (14266)      |
| 109. Fierville-Bray (14268)            | 110. Fleury-sur-Orne (14271)                | 111. Fontaine-Étoupefour (14274)       | 112. Fontaine-Henry (14275)          |
| 113. Fontaine-le-Pin (14276)           | 114. Fontenay-le-Marmion (14277)            | 115. Fontenay-le-Pesnel (14278)        | 116. Fourches (14283)                |
| 117. Fourneaux-le-Val (14284)          | 118. Frénouville (14287)                    | 119. Le Fresne-Camilly (14288)         | 120. Fresné-la-Mère (14289)          |
| 121. Fresney-le-Puceux (14290)         | 122. Fresney-le-Vieux (14291)               | 123. Garcelles-Secqueville (14294)     | 124. Gavrus (14297)                  |
| 125. Giberville (14301)                | 126. Gonneville-en-Auge (14306)             | 127. Goupillières (14307)              | 128. Gouvix (14309)                  |
| 129. Grainville-Langannerie (14310)    | 130. Grainville-sur-Odon (14311)            | 131. Grentheville (14319)              | 132. Grimbosq (14320)                |
| 133. Hérouville-Saint-Clair (14327)    | 134. Hérouvillette (14328)                  | 135. Hamars (14324)                    | 136. Hermanville-sur-Mer (14325)     |
| 137. La Hoguette (14332)               | 138. Hubert-Folie (14339)                   | 139. Ifs (14341)                       | 140. Les Isles-Bardel (14343)        |
| 141. Janville (14344)                  | 142. Jort (14345)                           | 143. Juvigny-sur-Seulles (14348)       | 144. Laize-la-Ville (14349)          |
| 145. Landes-sur-Ajon (14353)           | 146. Langrune-sur-Mer (14354)               | 147. Lantheuil (14355)                 | 148. Lasson (14356)                  |
| 149. Leffard (14360)                   | 150. Lion-sur-Mer (14365)                   | 151. Le Locheur (14373)                | 152. Les Loges-Saulces (14375)       |
| 153. Longvillers (14379)               | 154. Loucelles (14380)                      | 155. Louvagny (14381)                  | 156. Louvigny (14383)                |
| 157. Luc-sur-Mer (14384)               | 158. Magny-la-Campagne (14386)              | 159. Maisoncelles-Pelvey (14389)       | 160. Maisoncelles-sur-Ajon (14390)   |
| 161. Maizet (14393)                    | 162. Maizières (14394)                      | 163. Maltot (14396)                    | 164. Le Marais-la-Chapelle (14402)   |
| 165. Martainville (14404)              | 166. Martigny-sur-l'Ante (14405)            | 167. Martragny (14406)                 | 168. Mathieu (14407)                 |
| 169. May-sur-Orne (14408)              | 170. Merville-Franceville-Plage (14409)     | 171. Meslay (14411)                    | 172. Le Mesnil-au-Grain (14412)      |
| 173. Le Mesnil-Patry (14423)           | 174. Le Mesnil-Villement (14427)            | 175. Missy (14432)                     | 176. Mondeville (14437)              |
| 177. Mondrainville (14438)             | 178. Montigny (14446)                       | 179. Monts-en-Bessin (14449)           | 180. Morteaux-Coulibœuf (14452)      |
| 181. Mouen (14454)                     | 182. Moulines (14455)                       | 183. Moult (14456)                     | 184. Les Moutiers-en-Auge (14457)    |
| 185. Les Moutiers-en-Cinglais (14458)  | 186. Mutrécy (14461)                        | 187. Noron-l'Abbaye (14467)            | 188. Norrey-en-Auge (14469)          |
| 189. Noyers-Bocage (14475)             | 190. Olendon (14476)                        | 191. Ouézy (14482)                     | 192. Ouffières (14483)               |
| 193. Ouilly-le-Tesson (14486)          | 194. Ouistreham (14488)                     | 195. Parfouru-sur-Odon (14491)         | 196. Périers-sur-le-Dan (14495)      |
| 197. Perrières (14497)                 | 198. Pertheville-Ners (14498)               | 199. Petiville (14499)                 | 200. Pierrefitte-en-Cinglais (14501) |
| 201. Pierrepont (14502)                | 202. Placy (14505)                          | 203. Plumetot (14509)                  | 204. La Pommeraye (14510)            |
| 205. Pont-d'Ouilly (14764)             | 206. Potigny (14516)                        | 207. Poussy-la-Campagne (14517)        | 208. Préaux-Bocage (14519)           |
| 209. Putot-en-Bessin (14525)           | 210. Ranville (14530)                       | 211. Rapilly (14531)                   | 212. Reviers (14535)                 |
| 213. Rocquancourt (14538)              | 214. Rosel (14542)                          | 215. Rots (14543)                      | 216. Rouvres (14546)                 |
| 217. Rucqueville (14548)               | 218. Saint-Agnan-le-Malherbe (14553)        | 219. Saint-Aignan-de-Cramesnil (14554) | 220. Saint-André-sur-Orne (14556)    |
| 221. Saint-Aubin-d'Arquenay (14558)    | 222. Saint-Aubin-sur-Mer (14562)            | 223. Saint-Contest (14566)             | 224. Saint-Denis-de-Méré (14572)     |
| 225. Saint-Gabriel-Brécy (14577)       | 226. Saint-Germain-la-Blanche-Herbe (14587) | 227. Saint-Germain-Langot (14588)      | 228. Saint-Germain-le-Vasson (14589) |
| 229. Saint-Lambert (14602)             | 230. Saint-Laurent-de-Condel (14603)        | 231. Saint-Louet-sur-Seulles (14607)   | 232. Saint-Manvieu-Norrey (14610)    |
| 233. Saint-Martin-de-Fontenay (14623)  | 234. Saint-Martin-de-Mieux (14627)          | 235. Saint-Martin-de-Sallen (14628)    | 236. Saint-Omer (14635)              |
| 237. Saint-Ouen-du-Mesnil-Oger (14637) | 238. Saint-Pair (14640)                     | 239. Saint-Pierre-Canivet (14646)      | 240. Saint-Pierre-du-Bû (14649)      |
| 241. Saint-Pierre-du-Jonquet (14651)   | 242. Saint-Rémy (14656)                     | 243. Saint-Sylvain (14659)             | 244. Saint-Vaast-sur-Seulles (14661) |
| 245. Sainte-Croix-Grand-Tonne (14568)  | 246. Sainte-Honorine-du-Fay (14592)         | 247. Sallenelles (14665)               | 248. Sannerville (14666)             |
| 249. Sassy (14669)                     | 250. Secqueville-en-Bessin (14670)          | 251. Soignolles (14674)                | 252. Soliers (14675)                 |
| 253. Soulangy (14677)                  | 254. Soumont-Saint-Quentin (14678)          | 255. Tessel (14684)                    | 256. Thaon (14685)                   |
| 257. Thury-Harcourt (14689)            | 258. Tilly-la-Campagne (14691)              | 259. Tilly-sur-Seulles (14692)         | 260. Touffréville (14698)            |
| 261. Tournay-sur-Odon (14702)          | 262. Tournebu (14703)                       | 263. Tourville-sur-Odon (14707)        | 264. Tréprel (14710)                 |
| 265. Tracy-Bocage (14708)              | 266. Troarn (14712)                         | 267. Trois-Monts (14713)               | 268. Urville (14719)                 |
| 269. Ussy (14720)                      | 270. Vacognes-Neuilly (14721)               | 271. Varaville (14724)                 | 272. Vaux-sur-Seulles (14733)        |
| 273. Vendes (14734)                    | 274. Vendeuvre (14735)                      | 275. Versainville (14737)              | 276. Verson (14738)                  |
| 277. Le Vey (14741)                    | 278. Vicques (14742)                        | 279. Vieux (14747)                     | 280. Vieux-Fumé (14749)              |
| 281. Vignats (14751)                   | 282. Villers-Bocage (14752)                 | 283. Villers-Canivet (14753)           | 284. La Villette (14756)             |
| 285. Villons-les-Buissons (14758)      | 286. Villy-Bocage (14760)                   | 287. Villy-lez-Falaise (14759)         | 288. Vimont (14761)                  |